# Università di economia e commercio di Atene

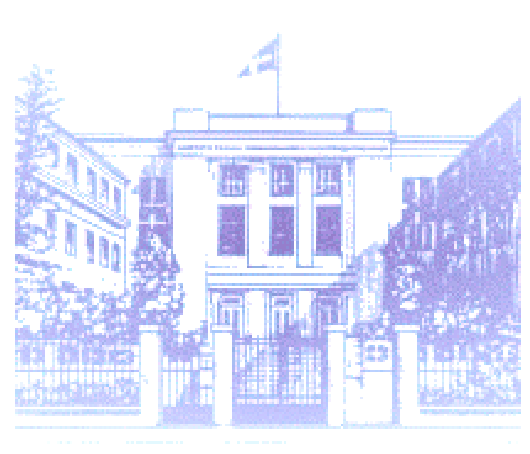
L'edificio principale dell'Università nel 1956.

L'Università di economia e commercio di Atene (in greco: Οικονομικό Πανεπιστήμιο Αθηνών) è un'istituzione accademica della capitale ellenica specializzata sugli studi economici. È la terza più antica scuola di istruzione superiore e la più antica del Paese nel campo dell'economia e del commercio, fondata nel 1920.
Prima del 1989, l'università era chiamata Scuola suprema di economia e commercio (in greco: Ανωτάτη Σχολή Οικονομικών και Εμπορικών Επιστημών, Anotati Scholi Oikonomikon kai Emborikon Epistimon, abbrev. Α.Σ.Ο.Ε.Ε., ASOEE), ma anche dopo aver cambiato il nome ufficiale, in Grecia è ancora popolarmente conosciuta col vecchio acronimo.
L'università è la principale in Grecia nell'ambito della formazione economica. Le sue strutture sono ubicate lungo la via Patission, assieme a quelle del Politecnico e nei pressi del Museo archeologico nazionale.